# Црква светог Вазнесења Господњег (Бреме)
Црква светог Вазнесења Господњег је један од православних храмова Српске православне цркве у Бремену (мађ. Beremend). Црква припада Будимској епархији Српске православне цркве.
Црква је посвећена светом Вазнесењу Господњем.

## Историјат
Првобитна црква од плетера и блата подигнута је после велике сеобе. Садашња Црква светог Вазнесења Господњег је мања сеоска грађевина, подигнута 1735. године. Обнављана је у 19. веку када су јој призидани звоник и метална капа.
Године 1897. мало познати иконописац Сабљицки из Беча је осликао иконостас. То је конвенционално занатско сликарство у неоромантичарском маниру.
Црква светог Вазнесења Господњег у Бремену је парохија Архијерејског намесништва мохачког чији је Архијерејски намесник Јереј Зоран Живић. Администратор парохије је Јереј Милан Ерић.